# Der Bulle von Tölz: Tod im Internat
Tod im Internat ist ein deutscher Fernsehfilm von Walter Bannert aus dem Jahr 1996 nach einem Drehbuch von Claus Peter Hant. Es ist die 2. Folge der Krimiserie Der Bulle von Tölz mit Ottfried Fischer als Hauptdarsteller in der Rolle des Hauptkommissars Benno Berghammer. Die Erstausstrahlung erfolgte am 21. Januar 1996 auf Sat.1.

## Handlung
Kommissar Benno Berghammer wird zu einem mysteriösen Todesfall in das Jungeninternat Schloss Lohenstein gerufen. Anna Reindl, die 17-jährige Tochter des Hausmeisters, ist über das schadhafte Zaungeländer einer Mauer gestürzt. Für Polizist Anton Pfeiffer steht fest, dass es sich um einen Unfall handelt, und hat es eilig, die Tote wegbringen zu lassen. Berghammer ordnet jedoch an, sie in die Gerichtsmedizin zu bringen und den Fundort polizeilich abzusperren.
Baronin Victoria von Lohenstein, die Schlossherrin und Internatsleiterin, überbringt die traurige Nachricht an Lehrer und Schüler und setzt den Unterricht für diesen Tag aus.
Aus dem gerichtsmedizinischen Befund geht hervor, dass das Mädchen bereits vor dem Absturz Prellungen an der Brust und Abschürfungen an den Knien erlitten hat – Grund genug für den Kommissar, ab sofort in Richtung Mord zu ermitteln, weil die Verletzungen darauf hindeuten, dass Anna Reindl auf dem Parkplatz von einem Auto angefahren und über den Zaun geschleudert wurde. Doch seine Arbeit wird von mehreren Seiten untergraben: Polizist Pfeiffer ist nicht von seiner Unfalltheorie abzubringen und „vergisst“, die Spurensicherung anzufordern; das Geländer und der Zaun werden durch die Baufirma von Bürgermeister Franz Wegener repariert; und der Geländewagen des Schlosses wird umlackiert, obwohl er fast neu ist. Wer den Wagen zur fraglichen Zeit benutzt hat, ist nicht herauszufinden; im Fahrtenbuch fehlt die betreffende Seite.
Als Berghammer erfährt, dass Anna Reindl schwanger war, kommt endlich wieder Bewegung in die Ermittlungen. Hausmeister Reindl gibt zu, in den Sachen seiner Tochter gestöbert und einen Brief gefunden zu haben, in dem sie ihren Wunsch äußert, weit weg zu gehen. Er habe der Baronin davon erzählt, weil er sich Hilfe von ihr erhofft habe. Der Vater des Ungeborenen sei Julian Sprangenberg, der Sohn des Medienzars Dr. Georg Sprangenberg. Letzterer habe Anna die Abtreibung bezahlen wollen und ihr eine Prämie in Höhe von 100.000 Mark angeboten. Wo der Brief jetzt sei, wisse er nicht mehr.
Victoria von Lohenstein will von der Schwangerschaft nichts gewusst haben und geht nun von Selbstmord aus, weil das Mädchen in letzter Zeit so verschlossen war. Auch Georg Sprangenberg streitet alles ab und lässt seine Beziehungen spielen, um dem Eifer des Kommissars Einhalt zu gebieten, als Berghammer seinen Sohn festnimmt. Staatsanwältin Dr. Zirner reißt das Verhör an sich, doch Julian Sprangenberg schweigt und wird wieder auf freien Fuß gesetzt.
Victoria von Lohenstein hat seit zwei Jahren ein heimliches Verhältnis mit Julian Sprangenberg, doch für ihn ist sie lediglich eine Affäre; wirklich geliebt hat er nur Anna Reindl. Die Schlossherrin sieht das anders und setzt ihn mit der herausgerissenen Seite aus dem Fahrtenbuch unter Druck. Er soll als Aktmodell für ihren aktuellen malerischen Zyklus herhalten.
Im Schlosshotel Lohenstein, das von Polizist Pfeiffers Halbschwester betrieben wird, findet Benno Berghammer heraus, dass Georg Sprangenberg am Abend vor Annas Tod mit der Baronin an einem Tisch Verhandlungen geführt hat und später das Mädchen dazugestoßen ist. Er beauftragt seine Kollegin Sabrina Lorenz, den Medienzar vorzuladen. Als dieser sich weigert, wird er von den Uniformierten vorgeführt. Er räumt ein, mit der Baronin verabredet gewesen zu sein, das Mädchen will er jedoch nicht gekannt haben.
Nun setzen die beiden Kommissare einige Hoffnungen in den Brief, den Hausmeister Reindl im Zimmer seiner Tochter entdeckt hat, aber nicht mehr genau weiß, wo er sich befindet. Während Berghammer danach sucht, ruft Polizeichef Matern ihn an und gibt ihm die Anweisung, die Ermittlungen mit sofortiger Wirkung einzustellen, weil es kein Indiz für einen Mord gebe. Der Kommissar täuscht schlechten Empfang vor und trennt die Verbindung.
Als Berghammer Julian Sprangenberg mit dem Brief konfrontiert und ihm vorwirft, seine Liebe zu Anna lediglich zu heucheln, weist er alles zurück, kündigt an, Schluss machen zu wollen, und rennt weg. Victoria von Lohenstein kommt hinzu und verweist den Kommissar des Schlosses. Anschließend macht sie sich auf die Suche nach Julian Sprangenberg und findet ihn in ihrem Atelier im Keller. Ihre flehentlichen Versuche, ihn für sich zu gewinnen, sind vergebens; er will die Beziehung beenden. Da verlässt sie den Raum und gesteht ihm durch die verschlossene Tür hindurch, Anna Reindl umgebracht zu haben, weil sie sich geweigert habe, eine Abtreibung vornehmen zu lassen, womit sie sein Leben zerstört hätte. Dafür, dass er sich mit diesem Flittchen eingelassen habe, müsse er jetzt auch büßen. Damit lässt sie ihn alleine im Keller zurück.
Nach dem spurlosen Verschwinden Julian Sprangenbergs wird Benno Berghammer auf Betreiben von Staatsanwältin Zirner beurlaubt; der Kommissar ermittelt jedoch heimlich weiter. Er besucht eine Ausstellung der Schlossherrin, zu der sie ihn bei einer früheren Vernehmung eingeladen hat. Dort entdeckt er, dass der Hintergrund eines Bildes ein romanisches Kellergewölbe darstellt. Daraus schließt er, dass im Schloss – entgegen der Aussage Victorias von Lohenstein – sehr wohl ein intakter romanischer Keller existiert. Er fordert die Baronin auf, ihm zu sagen, wo Julian ist, doch sie streitet ab, es zu wissen.
Der Kommissar kann alte Pläne des Schlosses auftreiben und verschafft sich Zugang zum Kellergewölbe. Dort findet er den geschwächten Julian und bringt ihn nach oben. Als Victoria von Lohenstein den Jungen leben sieht, flüchtet sie auf den Schlossturm und droht hinunterzuspringen, doch Berghammer kann sie davon abhalten.

## Hintergrund
Die Dreharbeiten erfolgten in Bad Tölz und im Schloss Neubeuern; als Schauplatz für die „Pension Resi“ diente das Hollerhaus Irschenhausen.

## Kritik
Die Programmzeitschrift TV Spielfilm schreibt: „Die skurrilen Typen machen Spaß.“ Fazit: „Pfundiger Krimispaß mit einem Schuss Satire.“